# ستمهن (حديبو)

تعديل مصدري - تعديل

ستمهن هي إحدى قرى مديرية حديبو التابعة لمحافظة سقطرى، بلغ تعداد سكانها 27 نسمة حسب تعداد اليمن لعام 2004.